# 1893 na arte

## Quadros
- O Grito - de Edvard Munch. Uma das mais importantes obras do movimento expressionista.

## Nascimentos

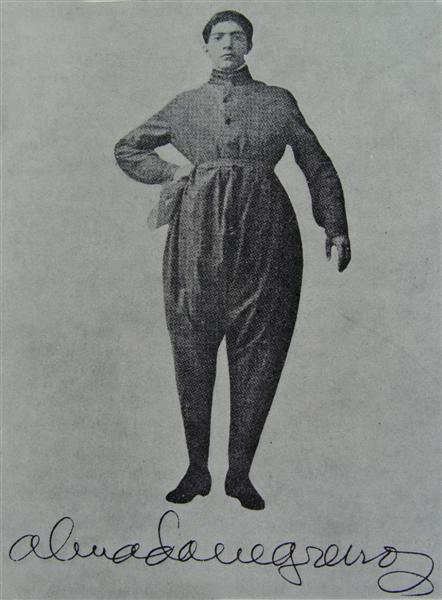
Almada Negreiros (1917)

| Data          | Nome             | Profissão                     | Nacionalidade                              | Observações                                                                               | Ref |
| ------------- | ---------------- | ----------------------------- | ------------------------------------------ | ----------------------------------------------------------------------------------------- | --- |
| 13 de janeiro | Chaïm Soutine    | pintor expressionista         | França                                     | m. 1943                                                                                   |     |
| 7 de abril    | Almada Negreiros | artista plástico e escritor   | Reino Unido de Portugal, Brasil e Algarves | m. 1970                                                                                   |     |
| 20 de abril   | Joan Miró        | escultor e pintor surrealista | Espanha                                    | m. 1983 Medalha de Ouro da Generalidade da Catalunha 1978 Prémio Antonio Feltrinelli 1978 |     |

## Mortes
| Data           | Nome                   | Profissão                                   | Nacionalidade                              | Observações | Ref   |
| -------------- | ---------------------- | ------------------------------------------- | ------------------------------------------ | ----------- | ----- |
| 1 de julho     | Silva Porto            | pintor                                      | Reino Unido de Portugal, Brasil e Algarves | m. 1850     |       |
| 30 de novembro | Francisco José Resende | pintor, escultor e professor de belas-artes | Portugal                                   | n. 1825     | [ 1 ] |